# Podlog (Črnomelj, Slovenija)
Podlog je naselje u slovenskoj Općini Črnomelju. Podlog se nalazi u pokrajini Dolenjskoj i statističkoj regiji Jugoistočnoj Sloveniji. 

## Stanovništvo
Prema popisu stanovništva iz 2002. godine naselje je imalo 60 stanovnika.